# Semicolumna

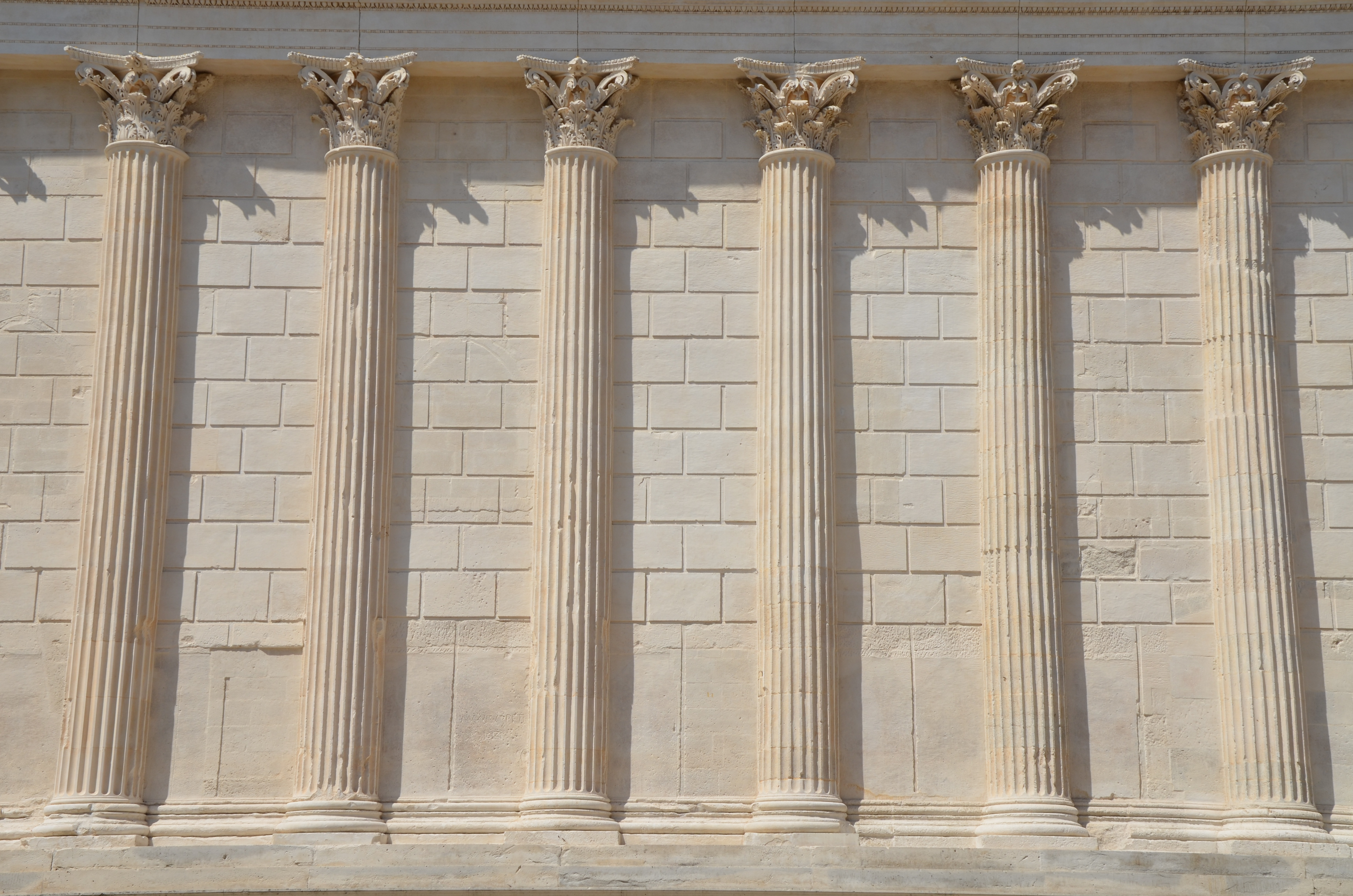
Semicolumnas en un muro lateral de la cella de la Maison Carrée, Nimes, Francia, arquitecto desconocido,.

Una semicolumna es un elemento arquitectónico en el que una columna está empotrada en un muro o adosada, y sobresale parcialmente de la superficie del mismo, pudiendo soportar o no una carga estructural parcial. A veces se define como s columna empotrada o tres cuartos adosados. En la Arquitectura griega clásica rara vez se encuentran semicolumnas adosadas, y solo en casos excepcionales, pero en la Arquitectura romana abundan, sobre todo incrustadas en los muros de las cella  de los templos romanos pseudoperípteros y otros edificios.
En los templos se adosan a los muros de la cella, repitiendo las columnas del peristilo, y en los teatros y anfiteatros, donde subdividían los vanos arqueados: en todos estos casos las semicolumnas se utilizan como elemento decorativo, y por regla general se mantienen las mismas proporciones que si hubieran sido columnas aisladas. En las obras de arquitectura románica ya no se respetan las proporciones clásicas; la columna adosada, unida al pilar, tiene siempre una función especial que desempeñar, bien para sostener arcos subsidiarios, bien, elevada a la bóveda, para soportar sus nervaduras transversales o diagonales. El mismo objeto constructivo se sigue en la arquitectura gótica, en la que se funden con las molduras. Al estar casi siempre ya hechas, en lo que a su diseño se refiere, se vieron muy afectadas en el historicismo italiano.

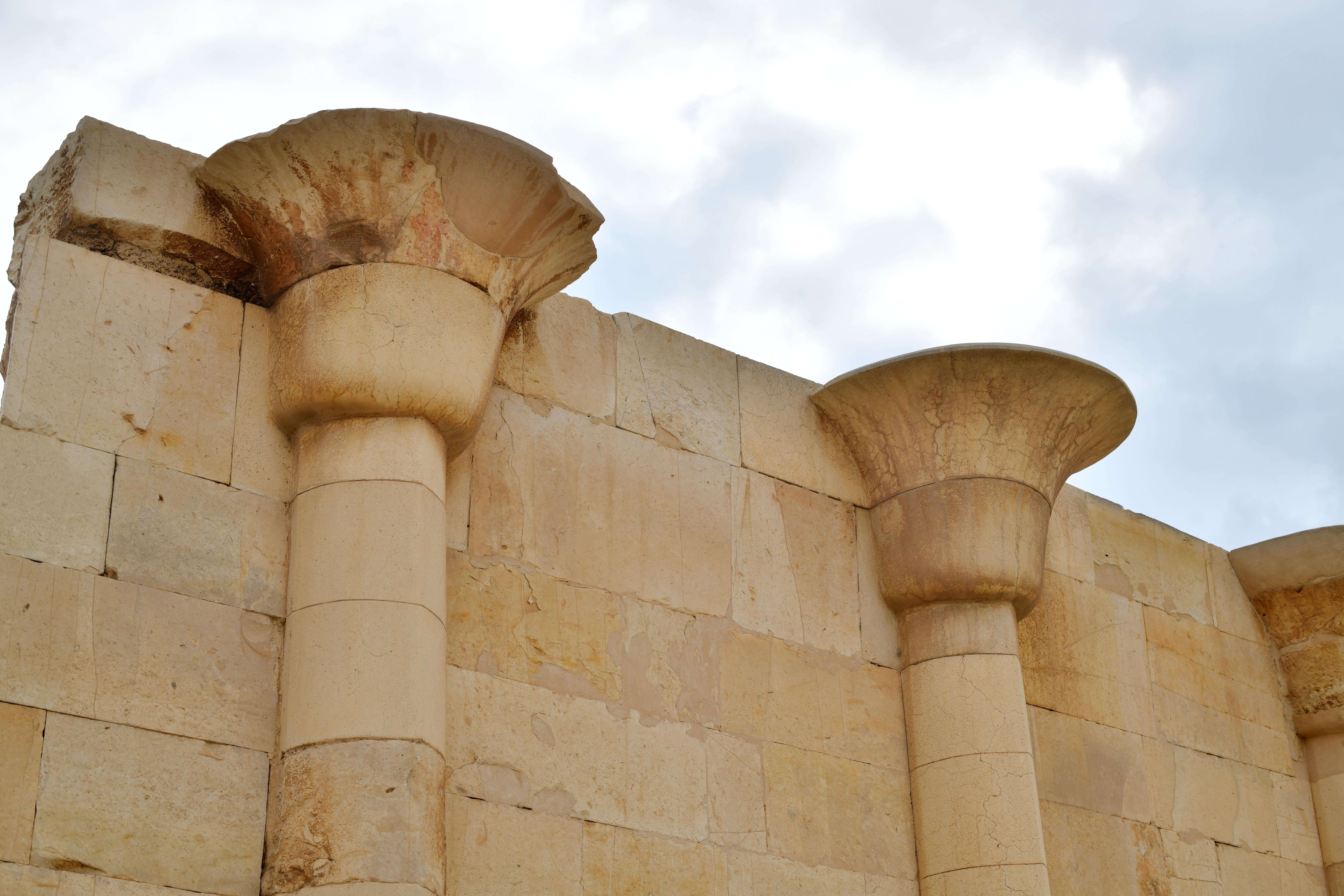
Semicolumnas del complejo funerario de Zoser, Saqqara, Egipto, arquitecto desconocido, 2667-2648 a. C.
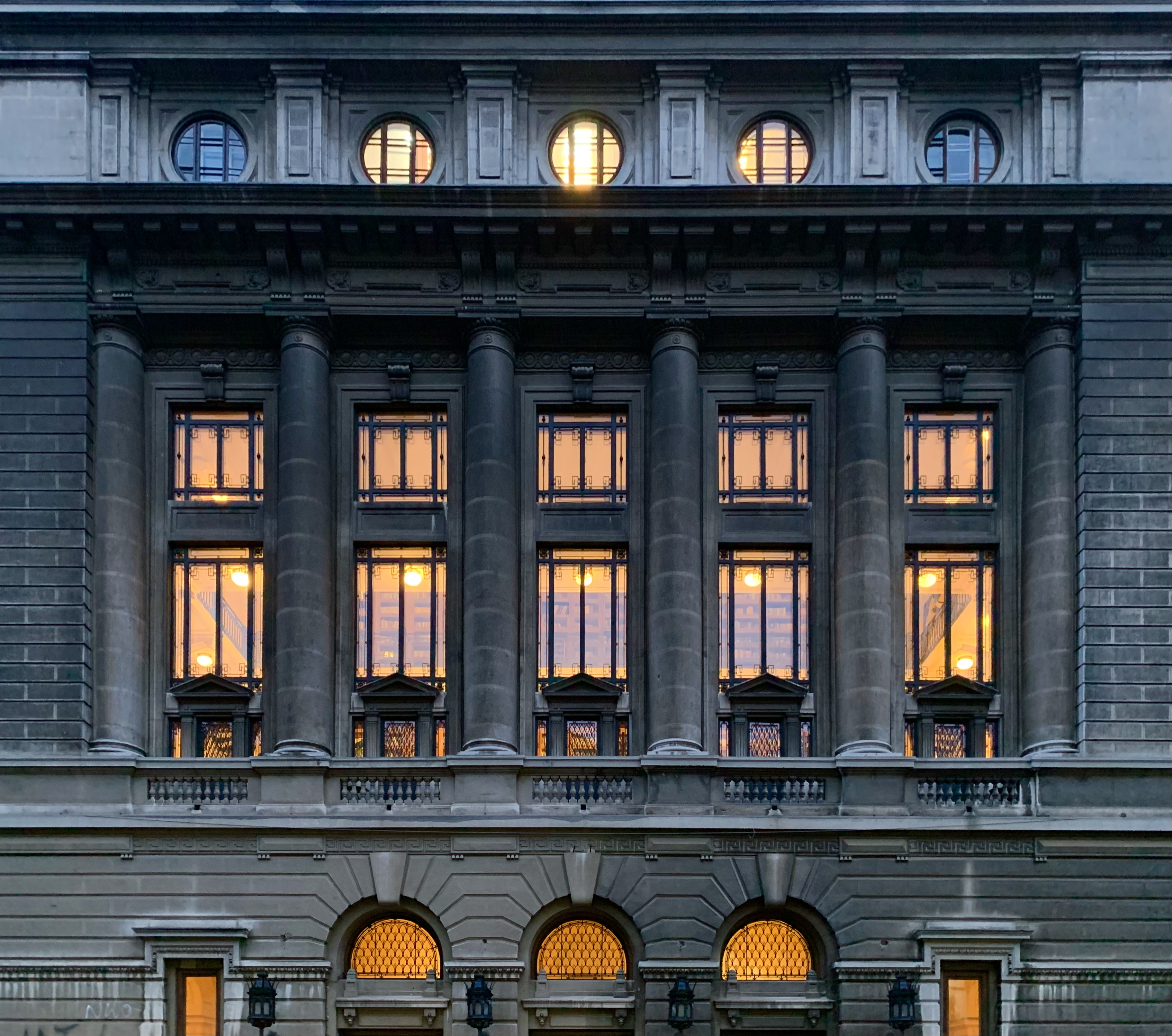
Columnas adosadas en la fachada de estilo Beaux Arts de la Universidad de Bucarest en Strada Edgar Quinet, Bucarest, Rumania, obra de Nicolae Ghica-Budești, en colaboración con Duiliu Marcu, 1914-1934.
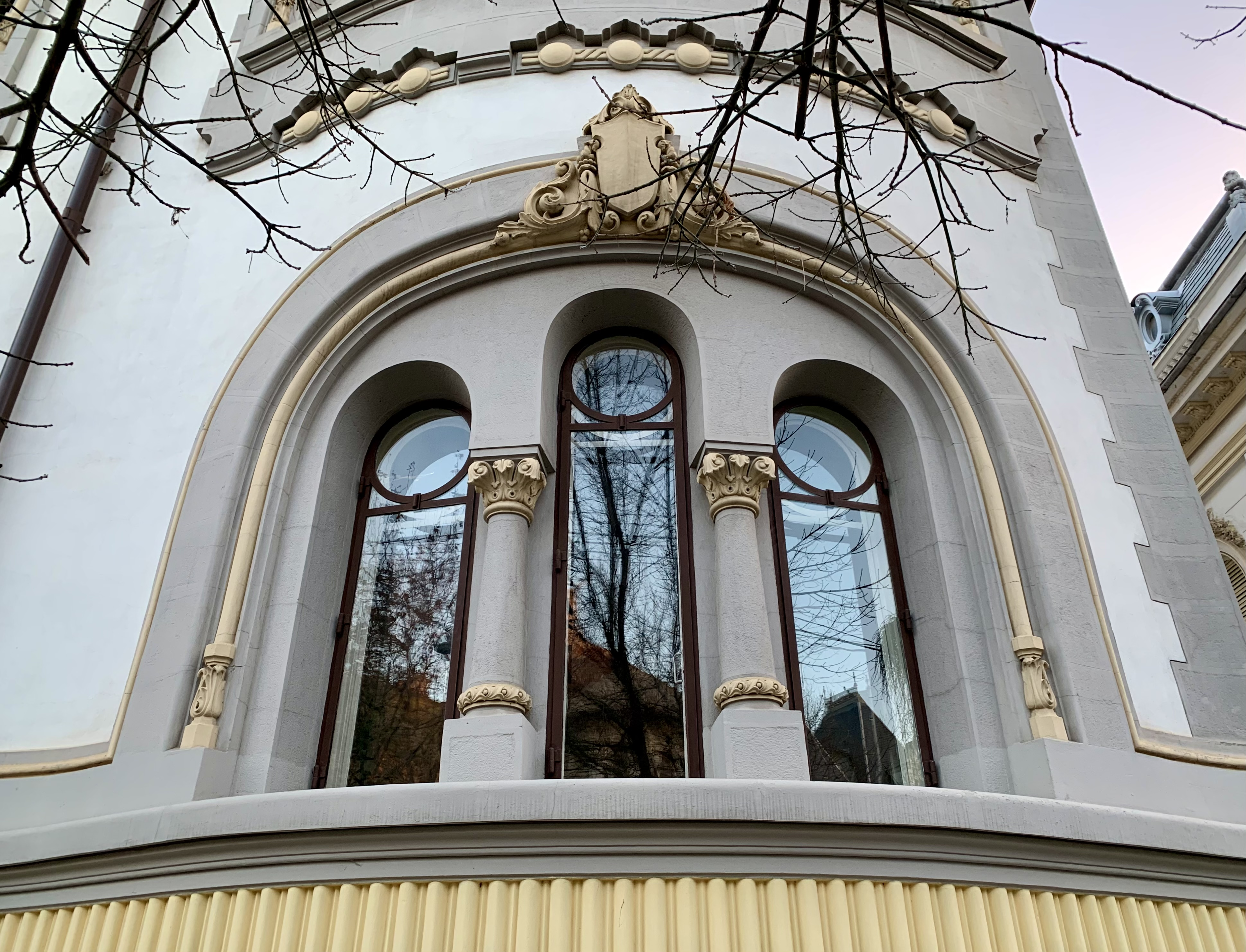
Semicolumnas en la casa C.N. Câmpeanu en el Bulevardul Dacia, Bucarest, por Constantin Nănescu, c. 1923.
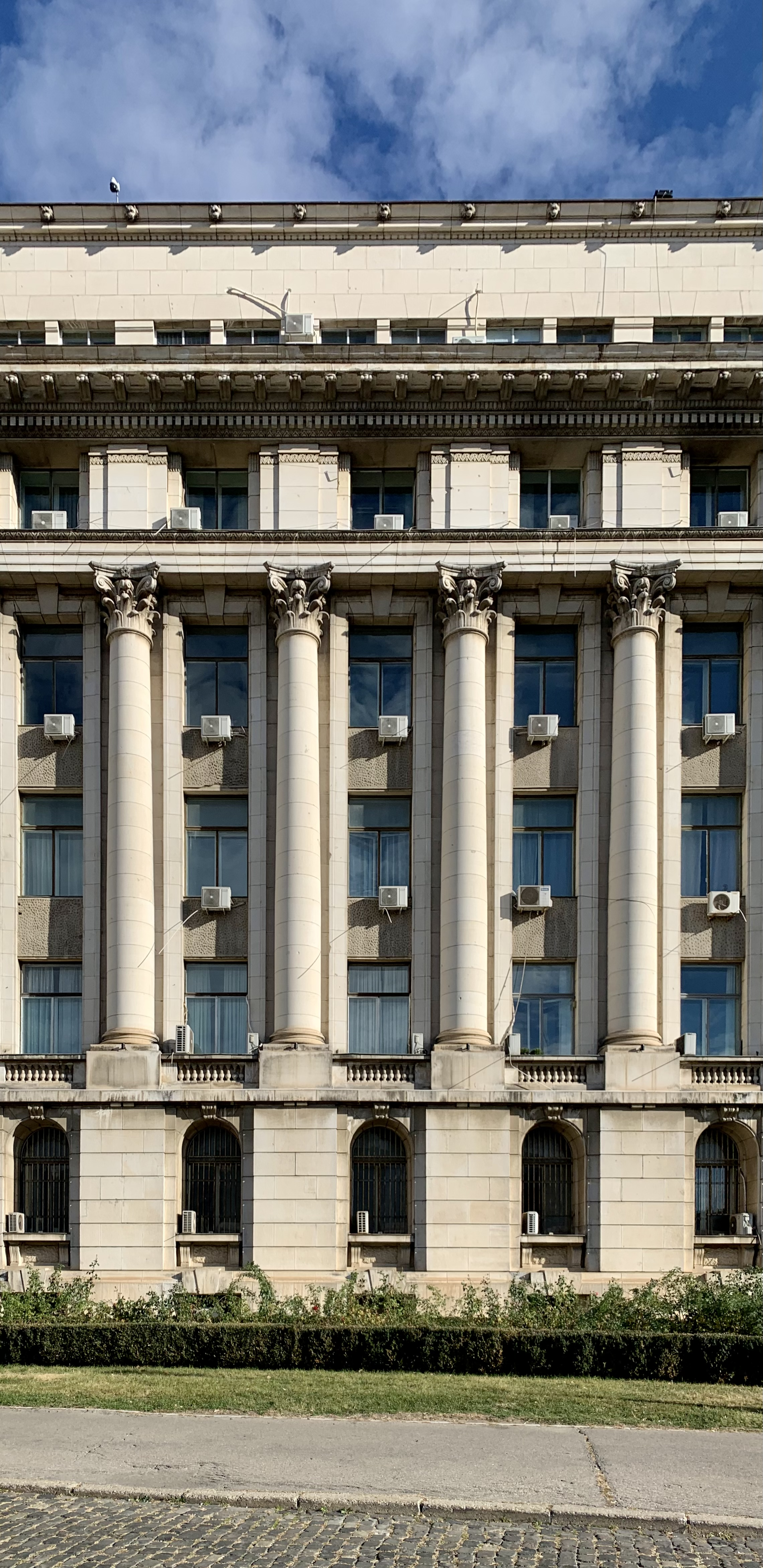
Semicolumnas corintias adosadas al edificio del Ministerio del Interior, Bucarest, por Emil Nădejde, 1938-1941.
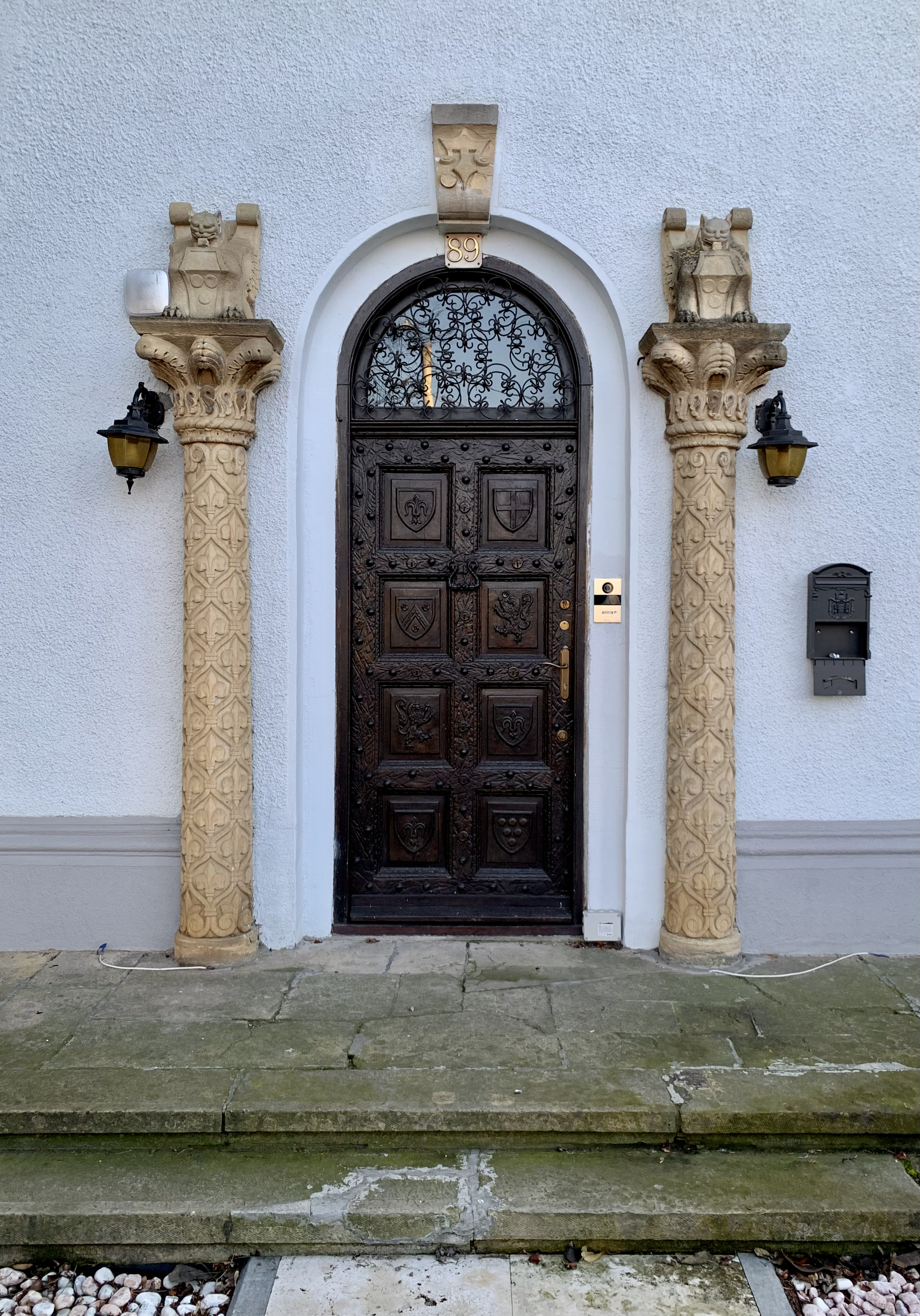
Semicolumnas de estilo neomediterráneo de la casa del profesor C.A. Teodorescu en el Bulevardul Eroii Sanitari, Bucarest, Ion Giurgea, 1941.